# Acsád, Vas
Acsád  este un sat în districtul Szombathely, județul Vas, Ungaria, având o populație de 684 de locuitori (2011). 

## Demografie
Componența etnică a satului Acsád
     Maghiari (97,8%)
     Germani (1,02%)
     Alții (1,19%)
Componența confesională a satului Acsád
     Romano-catolici (51,32%)
     Luterani (19,44%)
     Reformați (3,22%)
     Fără religie (2,78%)
     Necunoscută (23,25%)
Conform recensământului din 2011, satul Acsád avea 684 de locuitori. Din punct de vedere etnic, majoritatea locuitorilor (97,8%) erau maghiari, cu o minoritate de germani (1,02%).  Din punct de vedere confesional, majoritatea locuitorilor (51,32%) erau romano-catolici, existând și minorități de luterani (19,44%), reformați (3,22%) și persoane fără religie (2,78%). Pentru 23,25% din locuitori nu este cunoscută apartenența confesională.